# 寶拉·珍·韋爾登
寶拉·珍·韋爾登（英語：Paula Jean Welden，1928年10月19日—1946年12月1日）是一名美國大學生，她18歲時在佛蒙特州的一條小徑上行走時神秘失蹤。在1945年和1950年之間她失蹤的地區還發生四起原因不明的失蹤案件。當地警察因調查不力而受到批評，這導致了佛蒙特州警隊的成立，韋爾登依舊下落不明。

## 生平

### 早年經歷
1946年，韋爾登就讀於佛蒙特州本寧頓學院，她居住的宿舍是Dewey House。當時她對藝術感到興趣。

### 失蹤
12月1日，韋爾登離開學校，告訴其室友她將會去Long Trail一帶散步，在這途中一些旅行者皆有遇見了她。
當晚室友睡前並沒發現韋爾登回來，但她那時以為韋爾登是去圖書館學習。次日早晨，學校方搜尋未果後便通知了當地警察，當地人開始猜測韋爾登出走的原因。當地警察、國民警衛隊、來自學校和社區的數百名志願者搜遍了附近的地區，但搜尋工作由於佛蒙特州沒有全州性的執法機構而困難重重，以致必須向康乃狄克州的警察尋求協助。。
經過長久時間的尋找，韋爾登的蹤影或遺體仍未被發現。

## 外部連結
- 寶拉·珍·韋爾登在The Doe Network上的页面
- 在Find a Grave上的寶拉·珍·韋爾登
- 维基共享资源上的相關多媒體資源：寶拉·珍·韋爾登